# Iyus
Iyus (russo: Июс, translit. Iyus, em khakas: Ӱӱс) é uma vila no distrito de Ordjonikidze na Cacássia, Federação Russa.
Iyus se localiza na planície de inundação do rio Branco Iyus. A população é de 1 201 pessoas2010. 
A vila é atravessada pela ferrovia Abakan - Achinsk. Nela está a estação de trem de Iyus. Sua principal companhia foi a empresa agrícola "Iusskaya". 

## População
Número de habitantes
- 2002: 1 322;
- 2004: 1 337;
- 2010: 1 201.